# 柏歇斯 (省级选区)
柏歇斯是加拿大魁北克省 Chaudière -Appalaches 地区的省级选举机构，负责选举魁北克国民议会议员。它特别包括莱维斯市的一部分，以及圣亨利、圣安塞尔姆、拉克埃切明、圣克莱尔、博蒙特、圣查尔斯德贝尔夏斯、圣拉斐尔和圣热尔韦。
它是为1867 年的选举而创建的，该名称的选区甚至更早存在：参见Bellechasse（加拿大省）和Bellechasse（下加拿大）。
在从 2001 年到 2011 年选举地图的变化中，它获得了莱维斯市Desjardins区的一部分，即魁北克高速公路20以南的部分。